# Labradorhalvön

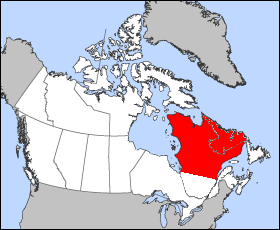
Karta över halvön.

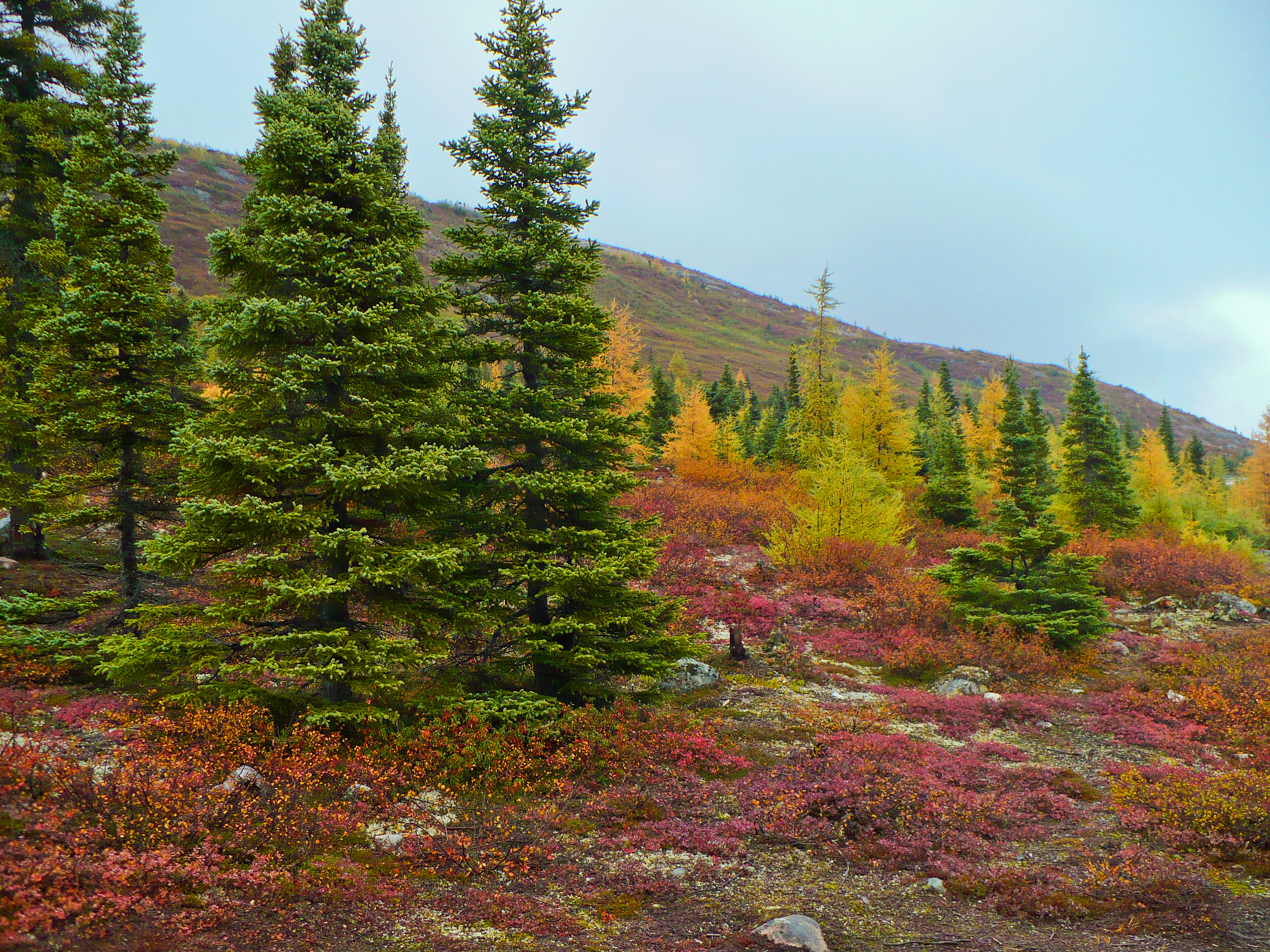
Sluttning på Labradorhalvön en höstdag i september 2008.

Labradorhalvön (engelska: Labrador Peninsula, franska: Péninsule du Labrador) är en halvö belägen mellan 50° 30' och 62° 30' N samt 56° och 79° V i nordöstra Nordamerika. Halvön består av Labradorregionen i provinsen Newfoundland och Labrador, som fram till 6 december 2001 enbart kallades "Newfoundland" samt sträcker sig även in i Québecprovinsen.
Halvön är omgiven av Saint Lawrenceviken, Atlanten, Ungavabukten, Hudsonsundet, Jamesbukten och Hudson Bay. Arealen beräknas till cirka 1 500 000 kvadratkilometer. Halvön är en ganska jämn platå av gnejs, granit och kvartsit, som i sydost höjer sig till cirka 750 meter i de så kallade Heights of land, men oftast är lägre än 600 meter. Kustbergen vid Atlanten från Belle Isle-sundet når i sin norra del omkring 1600 meter. Av nyttiga mineral har man funnit kopparmalm vid Atlanten utan att närmare uppgifter föreligger, vidare guld i kvartsgångar vid Cape Chidley i nordost och vid Ottawa Islands i väster, järnmalm i stor utsträckning, samt antracit av utmärkt beskaffenhet. Överallt möter man spår av en forntida nedisning. Landet är rikt på sjöar och floder. Bland de senare märks Moisie, Romaine och Natashquan till Saint Lawrenceviken, Churchill med sina 96 meter höga fall till Atlanten, Caniapiscau eller Koksoak till Ungavabukten i norr och i västra delen den så kallade Eastmain. Sjöarna uppges uppta en fjärdedel av hela arealen. Längst österut på halvön ligger Cape St. Charles som är den nordamerikanska kontinentens östligaste plats.
Den av stormar och våldsamma bränningar piskade östra kusten är rik på fjordar (inlets). Klimatet är hårt till följd av inflytandet från de kalla hav, som omger Labrador. Trots att området till en stor del är beläget mellan samma breddgrader som Storbritannien, är medelårstemperaturen vid Nain (56° 25' N) –4 °C (januari –21,8 °C, juli 9,1 °C), och längst i norr har noterats en lägstatemperatur av –54 °C. Däremot har södra delen ett tempererat och angenämt klimat. Skogar täcker mer eller mindre hela halvön med undantag av nordvästra delen och ett litet område i norr vid Atlanten. Bland träden kan nämnas några granarter, ett lärkträd (Larix laricina), samt några poppelarter och kanotbjörken (Betula papyrifera). Av landdäggdjur är alla pälsbärande djur i östra Nordamerika mer eller mindre talrikt representerade. Norr om skogsgränsen finns fjällräv, varg och isbjörn. Grizzlybjörn är också vanligt förekommande. Älg anträffas i sydvästra delen, ren är vanlig i norr och den företar stora vandringar. De södra floderna är mycket rika på lax.
Nästan alla inuiter har omvänts till kristendomen av herrnhutare, som arbetat bland dem sedan 1770 och grundlagt stationerna Nain (1771), Okak (1776), Hopedale (1830), Ramah (1871) och Makkovik (1897). Pälsjakten var även här överlämnad åt Hudson-bay-kompaniet, vars befästa faktorier var de vitas enda boningsplatser på de västra, norra och sydöstra kusterna samt i det inre. Den största orten är Sept-Îles med 25 514 invånare (2006).
Labradorhalvön var känd av vikingarna och halvön besöktes av bland andra islänningen Leif Eriksson omkring år 1000. Det upptäcktes en gång till 1497 av John Cabot och erhöll 1501 sitt portugisiska namn av Gaspard Corte-Real. Henry Hudson seglade runt halvön 1610–11, medan kännedom om det inre erhölls först genom Hudson-bay-kompaniets pälsjägare.

### Fotnoter
1. ↑  ”Newfoundland and Labrador” (på engelska). World Statesmen. http://www.worldstatesmen.org/Canada_Provinces_A-O.html#Newfoundland. Läst 9 november 2015.
2. 1 2 3  ”Labradorhalvön - Uppslagsverk - NE.se”. www.ne.se. https://www.ne.se/uppslagsverk/encyklopedi/l%C3%A5ng/labradorhalv%C3%B6n. Läst 6 april 2020. [inloggning kan krävas]